# Jamie Timony
Jamie Timony, pseud. Mossy (ur. 6 marca 1987 w Aberdeen) – australijski aktor, muzyk.
Zadebiutował rolą Nate'a w serialu H2O – wystarczy kropla. Miał własny zespół o nazwie Ballet Imperial. Wokalista zespołu These New South Whales, również artysta solowy.
Był zaręczony z Caribą Heine.

## Filmografia
- 2006: Operating Instructions – Tim
- 2006-2010: H2O – wystarczy kropla – Nate
- 2006: Cena życia – Brandon Moran (gościnnie)
- 2008: Na wysokiej fali – Patrick (gościnnie)